# Seznam pasáží v Praze
Toto je neúplný seznam pražských pasáží. Zapisují se sem domovní průchody a podchody, které se nacházejí na území hlavního města Prahy.
| Označení                                     | Foto | Spojuje                                                     | MČ/souřadnice                               | Mapa | Popis          |
| -------------------------------------------- | ---- | ----------------------------------------------------------- | ------------------------------------------- | ---- | -------------- |
| Pasáž Revoluční / Hradební I.*               |      | Revoluční 23 Hradební 14                                    | Staré Město                                 | 1    |                |
| Pasáž Paláce Dlouhá*                         |      | Dlouhá 39 Hradební 1 Haštalská 26                           | Staré Město                                 | 2    |                |
| Pasáž Revoluční / Hradební II.*              |      | Revoluční 15 Hradební 6                                     | Staré Město                                 | 3    |                |
| Pasáž Revoluční / Benediktská                |      | Revoluční 5 Benediktská 12                                  | Staré Město                                 | 4    |                |
| Pasáž paláce Kotva* a Burzovního paláce      |      | Revoluční 3 Benediktská 10 Náměstí Republiky 9 Rybná 14     | Staré Město                                 | 5    |                |
| Průchod domem Týnská 627/7*                  |      |                                                             | Staré Město                                 | 6    |                |
| Průchod Týn*                                 |      | Týnská 2 Malá Štupartská 3                                  | Staré Město                                 | 7    |                |
| Pasáž Menhartovského paláce                  |      | Celetná 17 Štupartská 12                                    | Staré Město                                 | 8    |                |
| Pasáž Bolzano                                |      | Celetná 25 Štupartská 16                                    | Staré Město                                 | 9    |                |
| Průchod domem Celetná 27                     |      | Celetná 27 Templová                                         | Staré Město 50°5′14″ s. š., 14°25′33″ v. d. |      |                |
| Průchod Templová / Rybná                     |      | Templová 4 Rybná 2                                          | Staré Město                                 | 10   |                |
| Průchod komplexem Klementina                 |      | Karlova 1 Křižovnické náměstí 4 Mariánské náměstí 5         | Staré Město                                 | 11   |                |
| Pasáž Novotného lávka / Křižovnické náměstí  |      | Novotného lávka 11 Křižovnické náměstí 1                    | Staré Město                                 | 12   |                |
| Keplerův průchod                             |      | Anenská 3 Karlova 4                                         | Staré Město                                 | 13   |                |
| Zlatá ulice                                  |      | Husova Anenské náměstí                                      | Staré Město                                 | 14   |                |
| Průchod Náprstkovým muzeem                   |      | Betlémské náměstí 1 Náprstkova 16                           | Staré Město 50°5′2″ s. š., 14°24′59″ v. d.  |      |                |
| Průchod Hlavsova / Malé náměstí              |      | Hlavsova Malé náměstí 13                                    | Staré Město                                 | 15   |                |
| Průchod Richterovým domem                    |      | Michalská 25 Malé náměstí 11                                | Staré Město                                 | 16   |                |
| Průchod Michalská / Jilská (Průchod v Cípu)* |      | Michalská 19 Jilská 22                                      | Staré Město                                 | 17   |                |
| Průchod Melantrichova / Michalská I.         |      | Melantrichova 19 Michalská 27                               | Staré Město 50°5′10″ s. š., 14°25′14″ v. d. |      |                |
| Průchod Melantrichova / Michalská II.        |      | Melantrichova 15 Michalská 18                               | Staré Město                                 | 18   |                |
| Průchod Železná / Kožná*                     |      | Železná 8 Kožná 13                                          | Staré Město                                 | 19   |                |
| Pasáž U závoje                               |      | Havelská 25 Kožná 6                                         | Staré Město                                 | 20   |                |
| Pasáž Kamzíkova / Celetná                    |      | Kamzíkova 9 Celetná 10                                      | Staré Město                                 | 21   |                |
| Pasáž Hrzánská                               |      | Kamzíkova 8 Celetná 12                                      | Staré Město 50°5′13″ s. š., 14°25′24″ v. d. | 22   |                |
| Pasáž Myslbek                                |      | Na Příkopě 19 Ovocný trh 10                                 | Staré Město                                 | 23   |                |
| Pánská pasáž (Rathova pasáž)                 |      | Na Příkopě 23 Ovocný trh 12                                 | Staré Město 50°5′11″ s. š., 14°25′32″ v. d. | 24   |                |
| Pasáž Broadway                               |      | Na Příkopě 31 Celetná 38                                    | Staré Město                                 | 25   |                |
| Pasáž českého designu (budova ČNB)           |      | Na Příkopě 24 Senovážné náměstí 30                          | Nové Město                                  | 26   |                |
| Pasáž Slovanský dům                          |      | Na Příkopě 22 Senovážné náměstí 28                          | Nové Město                                  | 27   |                |
| Pasáž Černá růže                             |      | Na Příkopě 12 Panská 4                                      | Nové Město                                  | 28   |                |
| Pasáž hotelu Ambassador                      |      | Václavské náměstí 5 Na Příkopě 10                           | Nové Město 50°5′2″ s. š., 14°25′31″ v. d.   |      | v rekonstrukci |
| Pasáž Paláce Koruna                          |      | Na Příkopě 2 Václavské náměstí 1                            | Nové Město                                  | 29   |                |
| Jindřišská pasáž                             |      | Jindřišská 5 V Cípu 2                                       | Nové Město                                  | 30   |                |
| Průchod Čapadlo Hollar                       |      | Divadelní náplavka Smetanova nábřeží                        | Staré Město 50°4′57″ s. š., 14°24′47″ v. d. |      |                |
| Průchod Národní / Krocínova                  |      | Národní 3 Krocínova 2                                       | Staré Město 50°4′54″ s. š., 14°24′50″ v. d. |      |                |
| Průchod přes náměstí Václava Havla*          |      | Národní 43 Ostrovní 1                                       | Nové Město                                  | 35   |                |
| Pasáž generála Josefa Bílého                 |      | Národní 14 Mikulandská 7                                    | Nové Město 50°4′53″ s. š., 14°25′3″ v. d.   |      |                |
| Pasáž Paláce Metro                           |      | Národní 25 Na Perštýně 3                                    | Staré Město                                 | 31   |                |
| Průchod domem Národní 35*                    |      | Národní 35 Martinská                                        | Staré Město                                 | 32   |                |
| Pasáž Platýz                                 |      | Národní 37 Martinská 10 Uhelný trh 11                       | Staré Město 50°5′0″ s. š., 14°25′13″ v. d.  | 33   |                |
| Pasáž Národní / Perlová                      |      | Národní 43 Perlová 10                                       | Staré Město                                 | 34   |                |
| Pasáž Národní / Charvátova*                  |      | Národní 34 Charvátova 12                                    | Nové Město                                  | 36   |                |
| Pasáž paláce Adria                           |      | Národní 40 Jungmannova 31                                   | Nové Město 50°4′57″ s. š., 14°25′18″ v. d.  | 37   |                |
| Pasáž Olympik                                |      | Spálená 16 Purkyňova 2 Vladislavova 17                      | Nové Město                                  | 38   |                |
| Pasáž paláce Rosetta                         |      | Jungmannova 21 Purkyňova                                    | Nové Město                                  | 39   |                |
| Pasáž Vlasty Buriana                         |      | Jungmannova 1 Vladislavova 2                                | Nové Město                                  | 40   |                |
| Vilímkův průchod                             |      | Spálená 15 Opatovická 18                                    | Nové Město 50°4′46″ s. š., 14°25′8″ v. d.   |      |                |
| Václavská pasáž                              |      | Karlovo náměstí 6 Václavská 14                              | Nové Město 50°4′28″ s. š., 14°25′5″ v. d.   |      |                |
| Lindtova pasáž*                              |      | Václavské náměstí 4 Jungmannova 11                          | Nové Město                                  | 41   |                |
| Pasáž TeTa                                   |      | Jungmannova 28 Františkánská zahrada                        | Nové Město                                  | 42   |                |
| Stýblova pasáž (pasáž Alfa)                  |      | Václavské náměstí 28 Františkánská zahrada pasáž Světozor   | Nové Město                                  | 43   |                |
| Pasáž Světozor                               |      | Vodičkova 39 Františkánská zahrada pasáž Alfa               | Nové Město                                  | 44   |                |
| Myšák Gallery                                |      | Vodičkova 31 Františkánská zahrada                          | Nové Město                                  | 45   |                |
| Průchod Vodičkova / Jungmannova              |      | Jungmannova 12 Vodičkova 17                                 | Nové Město                                  | 46   |                |
| Pasáž Rokoko                                 |      | Václavské náměstí 38 pasáž Lucerna                          | Nové Město                                  | 47   |                |
| Pasáž Lucerna*                               |      | Vodičkova 36 Štěpánská 61 pasáž U Nováků pasáž Rokoko       | Nové Město                                  | 48   |                |
| Pasáž Egap                                   |      | Vodičkova 34 pasáž U Nováků                                 | Nové Město                                  | 49   |                |
| Pasáž U Nováků                               |      | Vodičkova 32, 30, 28 V Jámě 5 a 1 pasáž Lucerna             | Nové Město                                  | 50   |                |
| Štěpánská pasáž                              |      | Ve Smečkách 27 Štěpánská 36                                 | Nové Město                                  | 51   |                |
| Pasáž paláce Fénix                           |      | Václavské náměstí 56 Ve Smečkách 34 Krakovská 27            | Nové Město                                  | 52   |                |
| Pasáž Jalta (Vaňhova pasáž)                  |      | Václavské náměstí 43 pasáž ČTK                              | Nové Město                                  | 53   |                |
| Pasáž ČTK                                    |      | Opletalova 5 pasáž Jalta                                    | Nové Město                                  | 54   |                |
| Pasáž Na Poříčí / V Celnici                  |      | Na Poříčí 8 V Celnici 5                                     | Nové Město 50°5′20″ s. š., 14°25′51″ v. d.  |      |                |
| Pasáž Archa / Pasáž U Rozvařilů              |      | Na Poříčí 26 Na Florenci 5 a 7                              | Nové Město 50°5′22″ s. š., 14°26′3″ v. d.   |      |                |
| Pasáž Florentinum                            |      | Na Poříčí 30 Na Florenci 15                                 | Nové Město 50°5′22″ s. š., 14°26′4″ v. d.   |      |                |
| Průchod Desfourským palácem                  |      | Na Florenci 21 pasáž Florentinum                            | Nové Město 50°5′20″ s. š., 14°26′10″ v. d.  |      |                |
| Pasáž Oasis Florenc                          |      | Sokolovská 17 Pobřežní 12                                   | Karlín 50°5′31″ s. š., 14°26′24″ v. d.      |      |                |
| Pasáž Těšnov                                 |      | Těšnov 5 Biskupský dvůr 5                                   | Nové Město 50°5′28″ s. š., 14°26′9″ v. d.   |      |                |
| Pasáž Klimentská                             |      | Petrské náměstí 1 Klimentská 34                             | Nové Město 50°5′31″ s. š., 14°25′53″ v. d.  |      |                |
| Průchod Letenská                             |      | Letenská Josefská 6                                         | Malá Strana 50°5′19″ s. š., 14°24′21″ v. d. |      |                |
| Průchod Valdštejnským palácem                |      | Valdštejnská 3 Valdštejnská zahrada                         | Malá Strana 50°5′25″ s. š., 14°24′20″ v. d. |      |                |
| Průchod Vrtbovským palácem                   |      | Karmelitská 25 Vrtbovská zahrada                            | Malá Strana 50°5′13″ s. š., 14°24′13″ v. d. |      |                |
| Průchod Hartigovským palácem                 |      | Malostranské náměstí 12 Tržiště 18                          | Malá Strana 50°5′15″ s. š., 14°24′8″ v. d.  |      |                |
| Průchod v domě U Knoflíčků                   |      | U Lanové dráhy 1 Petřínské sady, dolní stanice lanové dráhy | Malá Strana 50°4′58″ s. š., 14°24′15″ v. d. |      |                |
| Průchod Nerudova / Tržiště                   |      | Nerudova 13 Tržiště 25                                      | Malá Strana 50°5′18″ s. š., 14°24′ v. d.    |      |                |
| Průchod Pohořelec / Strahovské nádvoří       |      | Pohořelec 8 Strahovské nádvoří                              | Hradčany 50°5′15″ s. š., 14°23′22″ v. d.    |      |                |
| Tylova pasáž                                 |      | Tylovo náměstí 4 Lublaňská 48                               | Vinohrady 50°4′29″ s. š., 14°25′54″ v. d.   |      |                |
| Pasáž Bělehradská / Londýnská                |      | Bělehradská 128 Londýnská 79                                | Vinohrady 50°4′35″ s. š., 14°25′57″ v. d.   |      |                |
| Pasáž Valdek                                 |      | Jugoslávská 29 Anglická 30                                  | Vinohrady 50°4′32″ s. š., 14°26′5″ v. d.    |      |                |
| Pasáž Agora                                  |      | Hradecká 3 Chrudimská 2a                                    | Vinohrady 50°4′38″ s. š., 14°27′48″ v. d.   |      |                |
| Pasáž Churchill                              |      | Italská 67 Hlavní nádraží                                   | Vinohrady 50°5′6″ s. š., 14°26′25″ v. d.    |      |                |
| Dejvická pasáž                               |      | Vítězné náměstí 2 Na Hutích 3                               | Dejvice 50°5′58″ s. š., 14°23′47″ v. d.     |      |                |
| Pasáž Riviera                                |      | Vítězné náměstí 10 Národní obrany 35                        | Bubeneč 50°6′4″ s. š., 14°23′50″ v. d.      |      |                |
| Štefánikova pasáž                            |      | Štefánikova 17 OC Nový Smíchov                              | Smíchov 50°4′25″ s. š., 14°24′12″ v. d.     |      |                |
| Pasáž Zlatý Anděl                            |      | Nádražní 25 Bozděchova 2                                    | Smíchov 50°4′14″ s. š., 14°24′15″ v. d.     |      |                |
| Pasáž Domino                                 |      | Stroupežnického 23 Radlická 1e                              | Smíchov 50°4′16″ s. š., 14°24′7″ v. d.      |      |                |
| Průchod Radlická / Kováků                    |      | Radlická 10 Kováků 30                                       | Smíchov 50°4′16″ s. š., 14°24′2″ v. d.      |      |                |

pozn.: * označuje průchody, které se na noc nezamykají 